# Campeonato mundial B de hockey patines masculino de 1994
El VI Campeonato mundial B de hockey sobre patines masculino se celebró en Chile en 1994, con la participación de quince selecciones nacionales masculinas de hockey patines: las tres últimas clasificadas en el Campeonato mundial A de hockey patines masculino de 1993 más otras doce por libre inscripción. Los partidos se disputaron en Rengo y en Santiago de Chile.
Los tres primeros clasificados ascendieron al Campeonato mundial A de hockey patines masculino de 1995.

## Equipos participantes
De las 15 selecciones nacionales participantes del torneo, 2 son de Europa, 6 de América, 2 de Asia, 3 de África y 2 de Oceanía. 
| Angola         |
| Australia      |
| Austria        |
| Canadá         |
| Chile          |
| Colombia       |
| Estados Unidos |
| Francia        |
| Japón          |
| Macao          |
| México         |
| Mozambique     |
| Nueva Zelanda  |
| Sudáfrica      |
| Uruguay        |

## Primera Fase

### Grupo A
| Equipo         | Pts | PJ | PG | PE | PP | GF | GC | DG  |
| -------------- | --- | -- | -- | -- | -- | -- | -- | --- |
| Chile          | 5   | 3  | 2  | 1  | 0  | 24 | 9  | +15 |
| Estados Unidos | 5   | 3  | 2  | 1  | 0  | 17 | 7  | +10 |
| Sudáfrica      | 2   | 3  | 1  | 0  | 2  | 11 | 11 | 0   |
| Macao          | 0   | 3  | 0  | 0  | 3  | 5  | 30 | -25 |

|                | Bandera de Portugal | Bandera de Estados Unidos | Bandera de Sudáfrica | Bandera de Chile |
| -------------- | ------------------- | ------------------------- | -------------------- | ---------------- |
| Macao          |                     |                           |                      |                  |
| Estados Unidos | 8-0                 |                           |                      |                  |
| Sudáfrica      | 7-3                 | 2-4                       |                      |                  |
| Chile          | 15-2                | 5-5                       | 4-2                  |                  |

### Grupo B
| Equipo    | Pts | PJ | PG | PE | PP | GF | GC | DG  |
| --------- | --- | -- | -- | -- | -- | -- | -- | --- |
| Francia   | 6   | 3  | 3  | 0  | 0  | 29 | 3  | +26 |
| Colombia  | 4   | 3  | 2  | 0  | 1  | 14 | 12 | +2  |
| Australia | 2   | 3  | 1  | 0  | 2  | 10 | 22 | +12 |
| Austria   | 0   | 3  | 0  | 0  | 3  | 8  | 24 | -16 |

|          | Bandera de Austria | Bandera de Australia | Bandera de Colombia | Bandera de Francia |
| -------- | ------------------ | -------------------- | ------------------- | ------------------ |
| Austria  |                    |                      |                     |                    |
| Austria  | 9-3                |                      |                     |                    |
| Colombia | 5-4                | 8-0                  |                     |                    |
| Francia  | 10-1               | 11-1                 | 8-1                 |                    |

### Grupo C
| Equipo        | Pts | PJ | PG | PE | PP | GF | GC | DG  |
| ------------- | --- | -- | -- | -- | -- | -- | -- | --- |
| Angola        | 4   | 2  | 2  | 0  | 0  | 21 | 3  | +18 |
| Nueva Zelanda | 2   | 2  | 1  | 0  | 1  | 8  | 13 | -5  |
| Canadá        | 0   | 2  | 0  | 0  | 2  | 2  | 15 | -13 |

|               | Bandera de Nueva Zelanda | Bandera de Canadá | Bandera de Angola |
| ------------- | ------------------------ | ----------------- | ----------------- |
| Nueva Zelanda |                          |                   |                   |
| Canadá        | 1-6                      |                   |                   |
| Angola        | 12-2                     | 9-1               |                   |

### Grupo D
| Equipo     | Pts | PJ | PG | PE | PP | GF | GC | DG  |
| ---------- | --- | -- | -- | -- | -- | -- | -- | --- |
| Mozambique | 6   | 3  | 3  | 0  | 0  | 39 | 6  | +33 |
| México     | 4   | 3  | 2  | 0  | 1  | 14 | 18 | -4  |
| Uruguay    | 2   | 3  | 1  | 0  | 2  | 10 | 12 | -2  |
| Japón      | 0   | 3  | 0  | 0  | 3  | 4  | 31 | -27 |

|            | Bandera de Japón | Bandera de Uruguay | Bandera de Mozambique | Bandera de México |
| ---------- | ---------------- | ------------------ | --------------------- | ----------------- |
| Japón      |                  |                    |                       |                   |
| Uruguay    | 2-45             |                    |                       |                   |
| Mozambique | 4-3              | 40-0               |                       |                   |
| México     | 2-12             | 25-1               | 2-6                   |                   |

## Segunda Fase
Los terceros y cuartos de cada grupo de la primera fase se repartieron entre los grupos G y H de la segunda (disputarán los puestos del noveno al decimosexto). Los primeros y segundos de los grupos de la primera fase ocuparon los grupos E y F de la 2ª fase (lucharán por los primeros puestos).

### Grupo E
| Equipo        | Pts | PJ | PG | PE | PP | GF | GC | DG  |
| ------------- | --- | -- | -- | -- | -- | -- | -- | --- |
| Francia       | 6   | 3  | 3  | 0  | 0  | 28 | 3  | +25 |
| Chile         | 4   | 3  | 2  | 0  | 1  | 22 | 8  | +14 |
| Nueva Zelanda | 2   | 3  | 1  | 0  | 2  | 10 | 20 | -10 |
| México        | 0   | 3  | 0  | 0  | 3  | 9  | 38 | -29 |

|               | Bandera de Nueva Zelanda | Bandera de Francia | Bandera de Chile | Bandera de México |
| ------------- | ------------------------ | ------------------ | ---------------- | ----------------- |
| Nueva Zelanda |                          |                    |                  |                   |
| Francia       | 6-1                      |                    |                  |                   |
| Chile         | 8-1                      | 1-5                |                  |                   |
| México        | 6-8                      | 1-17               | 2-13             |                   |

### Grupo F
| Equipo         | Pts | PJ | PG | PE | PP | GF | GC | DG  |
| -------------- | --- | -- | -- | -- | -- | -- | -- | --- |
| Angola         | 5   | 3  | 2  | 1  | 0  | 61 | 7  | +54 |
| Colombia       | 4   | 3  | 2  | 0  | 1  | 43 | 12 | +31 |
| Estados Unidos | 2   | 3  | 0  | 2  | 1  | 12 | 43 | -31 |
| Mozambique     | 1   | 3  | 0  | 1  | 2  | 5  | 59 | -54 |

|                | Bandera de Mozambique | Bandera de Estados Unidos | Bandera de Colombia | Bandera de Angola |
| -------------- | --------------------- | ------------------------- | ------------------- | ----------------- |
| Mozambique     |                       |                           |                     |                   |
| Estados Unidos | 5-5                   |                           |                     |                   |
| Colombia       | 7-4                   | 4-1                       |                     |                   |
| Angola         | 5-4                   | 2-2                       | 4-1                 |                   |

### Grupo G
| Equipo    | Pts | PJ | PG | PE | PP | GF | GC | DG |
| --------- | --- | -- | -- | -- | -- | -- | -- | -- |
| Sudáfrica | 4   | 2  | 2  | 0  | 0  | 11 | 4  | +7 |
| Japón     | 2   | 2  | 1  | 0  | 1  | 8  | 10 | -2 |
| Australia | 0   | 2  | 0  | 0  | 2  | 8  | 13 | -5 |

|           | Bandera de Australia | Bandera de Japón | Bandera de Sudáfrica |
| --------- | -------------------- | ---------------- | -------------------- |
| Australia |                      |                  |                      |
| Japón     | 7-5                  |                  |                      |
| Sudáfrica | 6-3                  | 5-1              |                      |

### Grupo H
| Equipo  | Pts | PJ | PG | PE | PP | GF | GC | DG |
| ------- | --- | -- | -- | -- | -- | -- | -- | -- |
| Macao   | 4   | 3  | 2  | 0  | 1  | 18 | 17 | +1 |
| Uruguay | 3   | 3  | 1  | 1  | 1  | 17 | 16 | +1 |
| Canadá  | 3   | 3  | 1  | 1  | 1  | 17 | 18 | -1 |
| Austria | 2   | 3  | 1  | 0  | 2  | 10 | 11 | -1 |

|         | Bandera de Uruguay | Bandera de Portugal | Bandera de Austria | Bandera de Canadá |
| ------- | ------------------ | ------------------- | ------------------ | ----------------- |
| Uruguay |                    |                     |                    |                   |
| Macao   | 4-7                |                     |                    |                   |
| Austria | 4-2                | 4-6                 |                    |                   |
| Canadá  | 8-8                | 6-8                 | 3-2                |                   |

## Tercera Fase
Para determinar los puestos definitivos se enfrentaron entre los cuartos de los grupos E y F, los terceros de los grupos E y F, los segundos de dichos grupos y los primeros de esos grupos entre ellos. De la misma manera con los grupos G y H con la salvedad de que el cuarto del grupo H, al no haber 4º en el grupo G, directamente se llevó el decimoquinto y último puesto.
| Posición  | Partido       | Partido | Partido        | Resultado |
| --------- | ------------- | ------- | -------------- | --------- |
| 13º - 14º | Australia     | -       | Canadá         | 7-4       |
| 11º - 12º | Japón         | -       | Uruguay        | 7-8       |
| 9º - 10º  | Sudáfrica     | -       | Macao          | 5-1       |
| 7º - 8º   | México        | -       | Mozambique     | 1-3       |
| 5º - 6º   | Nueva Zelanda | -       | Estados Unidos | 2-7       |
| 3º - 4º   | Chile         | -       | Colombia       | 5-1       |
| 1º - 2º   | Francia       | -       | Angola         | 4-1       |

## Clasificación final
| 1. Francia        |
| 2. Angola         |
| 3. Chile          |
| 4. Colombia       |
| 5. Estados Unidos |
| 6. Nueva Zelanda  |
| 7. Mozambique     |
| 8. México         |
| 9. Sudáfrica      |
| 10. Macao         |
| 11. Uruguay       |
| 12. Japón         |
| 13. Australia     |
| 14. Canadá        |
| 15. Austria       |